# Caturidae
Caturidae es un género extinto de peces actinopterigios prehistóricos. Fue descrito por Owen en 1860.
Vivió en Bélgica, Canadá (Saskatchewan), Alemania, Francia, Japón, España, Túnez, Reino Unido, Portugal, Austria, China y los Estados Unidos (Colorado, Iowa, Kansas, Nebraska, Texas).

## Fósiles

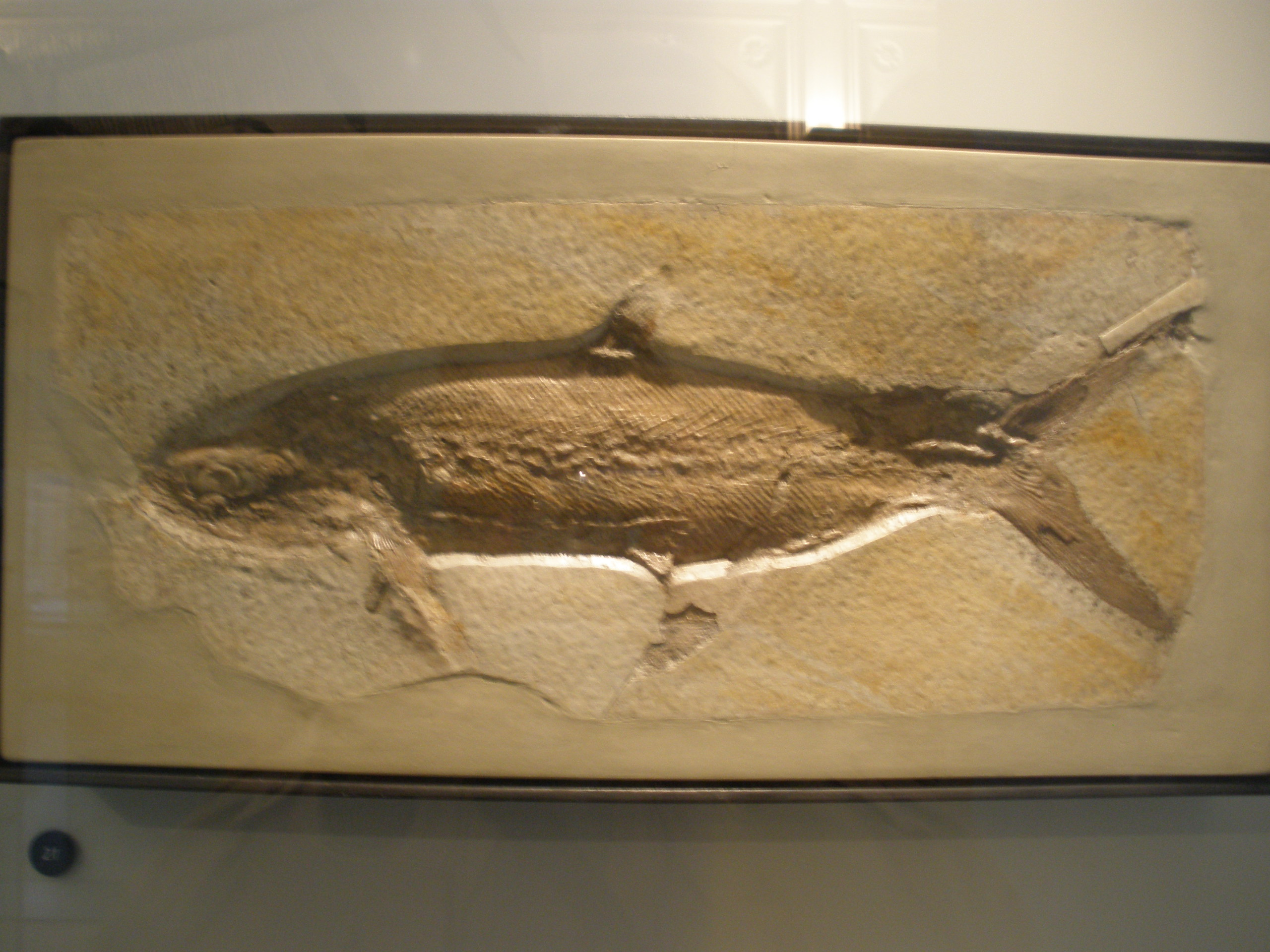
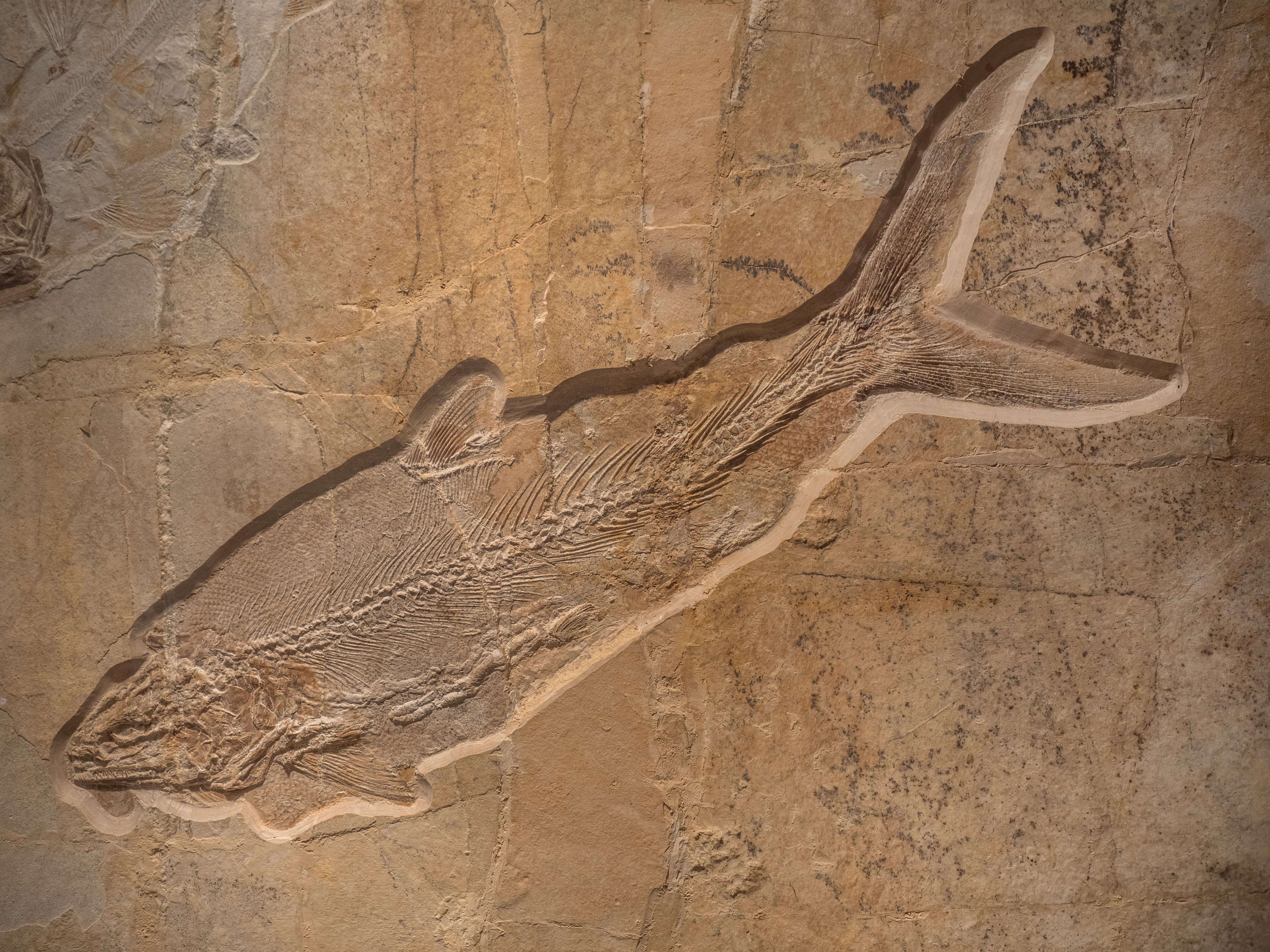
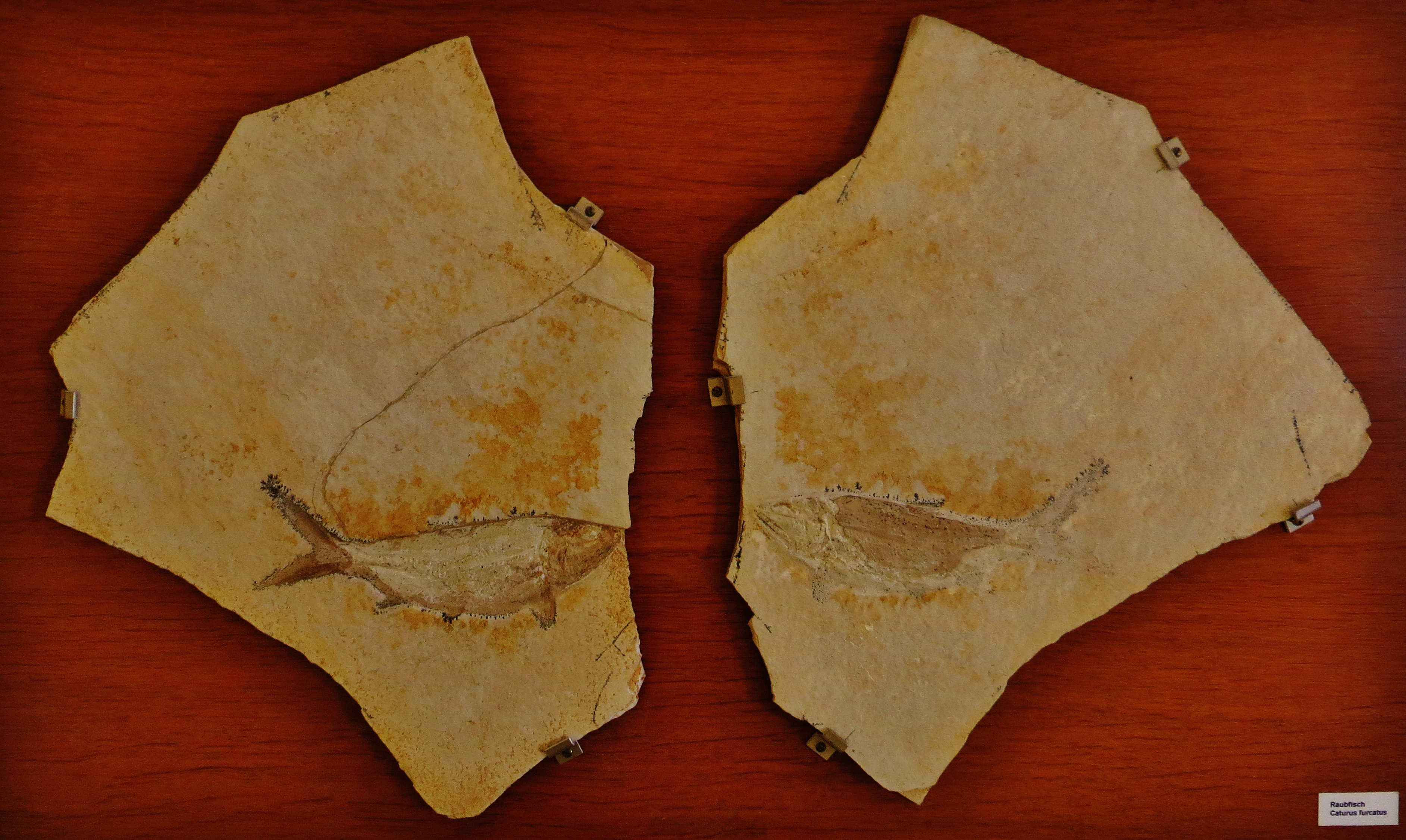
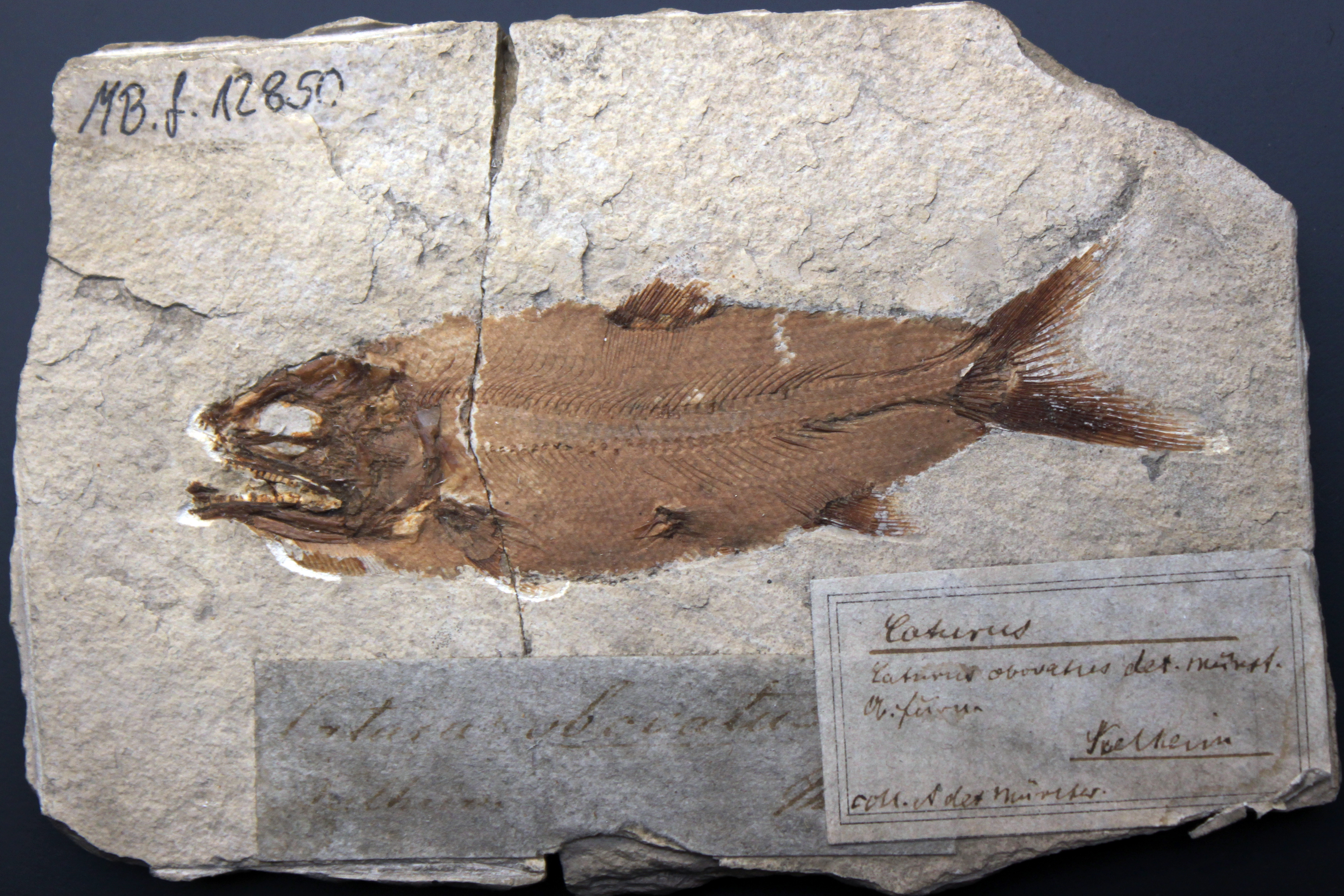
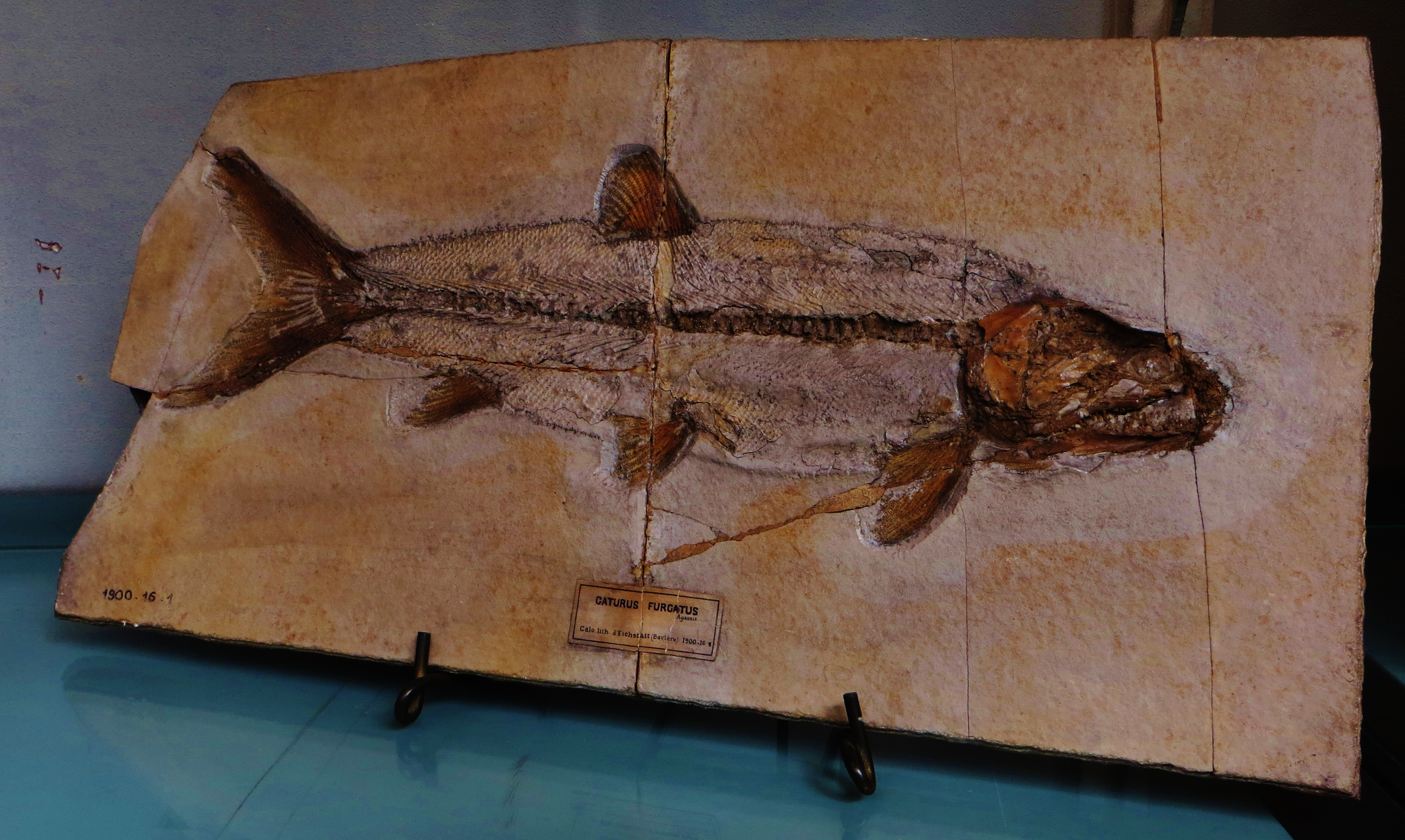